# NGC 1104
NGC 1104 è una galassia lenticolare barrata, circondata da un anello e situata nella costellazione della Balena, a una distanza di circa 306 milioni di anni luce dalla nostra Via Lattea.

## Scoperta
La galassia è stata scoperta il 6 novembre 1864 dall'astronomo tedesco Heinrich d'Arrest.